# Pseudamatonga strigilifer
Pseudamatonga strigilifer is een rechtvleugelig insect uit de familie Euschmidtiidae. De wetenschappelijke naam van deze soort is voor het eerst geldig gepubliceerd in 1936 door Miller.